# Eeles Landström
Eeles Landström (Viiala, 3 gennaio 1932 – 29 giugno 2022) è stato un politico e astista finlandese, due volte campione europeo e vincitore di una medaglia di bronzo olimpica a Roma 1960.

## Palmarès
| Anno | Manifestazione     | Sede      | Evento           | Risultato | Misura |
| ---- | ------------------ | --------- | ---------------- | --------- | ------ |
| 1954 | Campionati europei | Berna     | Salto con l'asta | Oro       | 4,40 m |
| 1958 | Campionati europei | Stoccolma | Salto con l'asta | Oro       | 4,50 m |
| 1960 | Olimpiadi          | Roma      | Salto con l'asta | Bronzo    | 4,55 m |